# Acaya
Acaya è una città-fortezza e frazione di 450 abitanti del comune di Vernole , in provincia di Lecce.
Il piccolo centro di Acaya è un esempio di città fortificata, con schema viario a maglia ortogonale, dell'Italia meridionale del XVI secolo, in cui sono individuabili tutte le principali innovazioni in campo ingegneristico militare del '500. È situato a 5 km dal mare Adriatico e dalla riserva naturale Le Cesine.

## Storia
L'antico borgo di Segine, di epoca medievale, entrò a far parte della Contea di Lecce nel XII secolo. Donato dagli Angioini al Convento di San Giovanni Evangelista di Lecce, fu concesso in feudo nel 1294 da Carlo II d'Angiò a Gervasio dell'Acaya. Gli Acaya tennero il feudo per tre secoli. Assunse il nome di Acaya nel 1535, quando Gian Giacomo dell'Acaya, "regio ingegnere militare" di Carlo V, fortificò il centro costruendovi la cinta muraria ed il fossato, e aggiunse bastioni, baluardi e fossato al castello fatto edificare dal padre Alfonso dell'Acaya nel 1506. Con la morte di Gian Giacomo dell'Acaya nel 1570, il feudo passò nel 1575 al Regio Fisco e successivamente, nel 1608 fu acquistato da Alessandro De Monti. Per il borgo di Acaya iniziò il periodo di irreversibile decadenza che degenerò dopo la devastazione ottomana del 1714. Verso la fine del XVII secolo, estintosi il ramo principale della famiglia De Monti, il feudo tornò alla Corte Regia che nel 1688 lo vendette ai De Monti-Sanfelice i quali, nello stesso anno lo vendettero ai Vernazza. Questi furono gli ultimi feudatari fino all'eversione della feudalità nel 1806.

## Monumenti e luoghi d'interesse

### Architetture religiose

#### Chiesa di Santa Maria della Neve

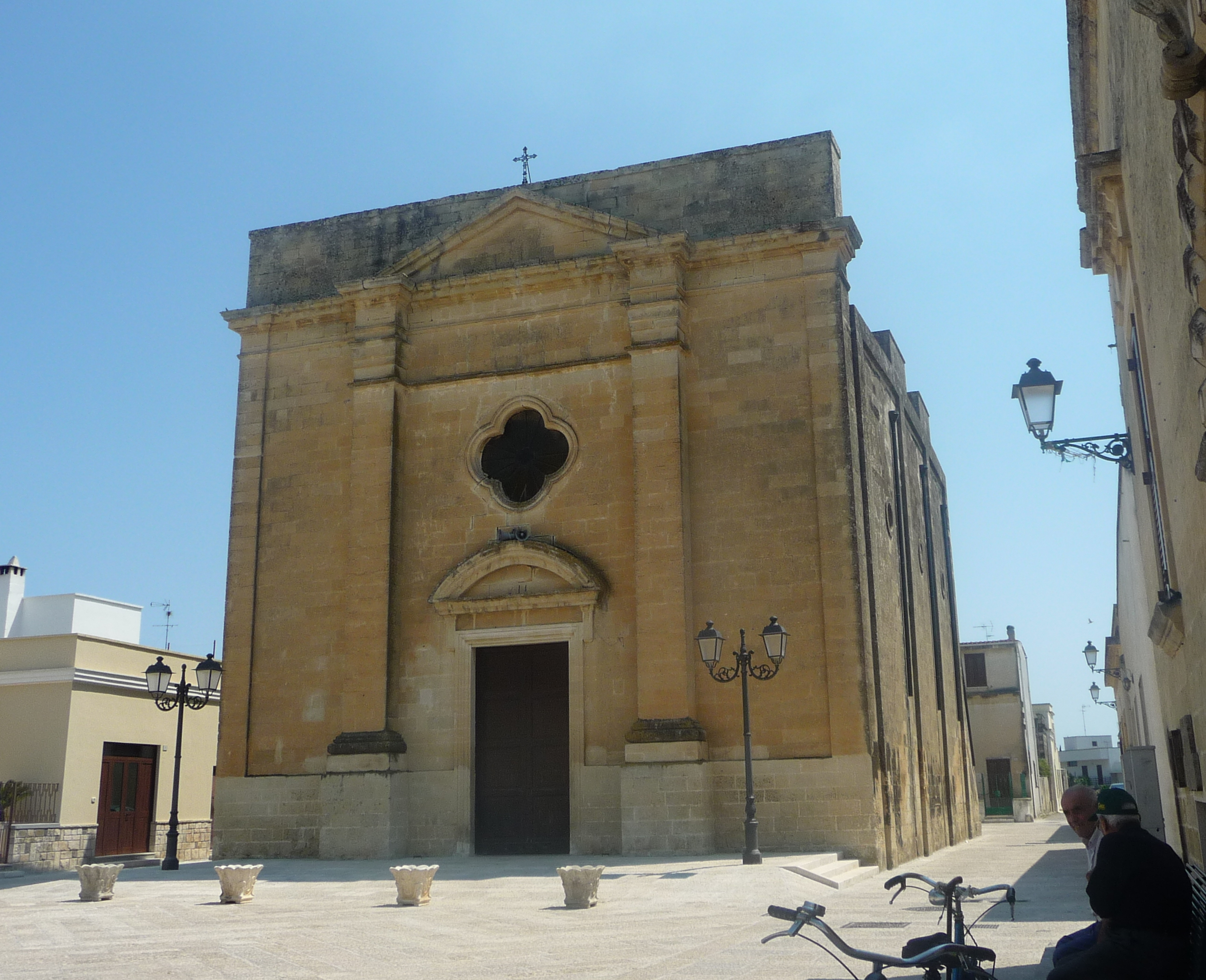
Chiesa di Santa Maria della neve

La chiesa di Santa Maria della Neve fu riedificata quasi completamente intorno al 1865. La nascita della prima parrocchiale risale alla fine del XIII secolo; successivamente durante il governo del feudatario Pietro dell'Acaya nel 1420 fu completata con decorazioni esterne sulla parte retrostante dell'edificio e la torre campanaria. Altri interventi furono realizzati nel Cinquecento con Gian Giacomo dell'Acaya e durante il marchesato dei Vernazza nel Settecento. La facciata fu rifatta in stile neoclassico in seguito all'ampliamento ottocentesco. L'interno, a tre navate separate da pilastri, possiede sei altari laterali: a destra quelli dedicati al Cristo morto, a sant'Oronzo e all'Immacolata; a sinistra quelli dell'Addolorata, del Crocifisso e di sant'Antonio da Padova. L'altare maggiore è caratteristico per la presenza di un elegante fregio barocco e delle armi dei Vernazza. All'interno sono inoltre conservate varie statue in cartapesta. Dell'edificio originario rimangono la parte absidale e il campanile tardo-romanico.

#### Cappella di San Paolo
La cappella di San Paolo fu costruita intorno alla metà del XVIII secolo. Di piccole dimensioni, presenta una facciata con un frontone triangolare interrotto nella zona centrale da una croce. L'interno è ad aula unica rettangolare con un modesto altare.

### Architetture militari

#### Cittadella fortificata

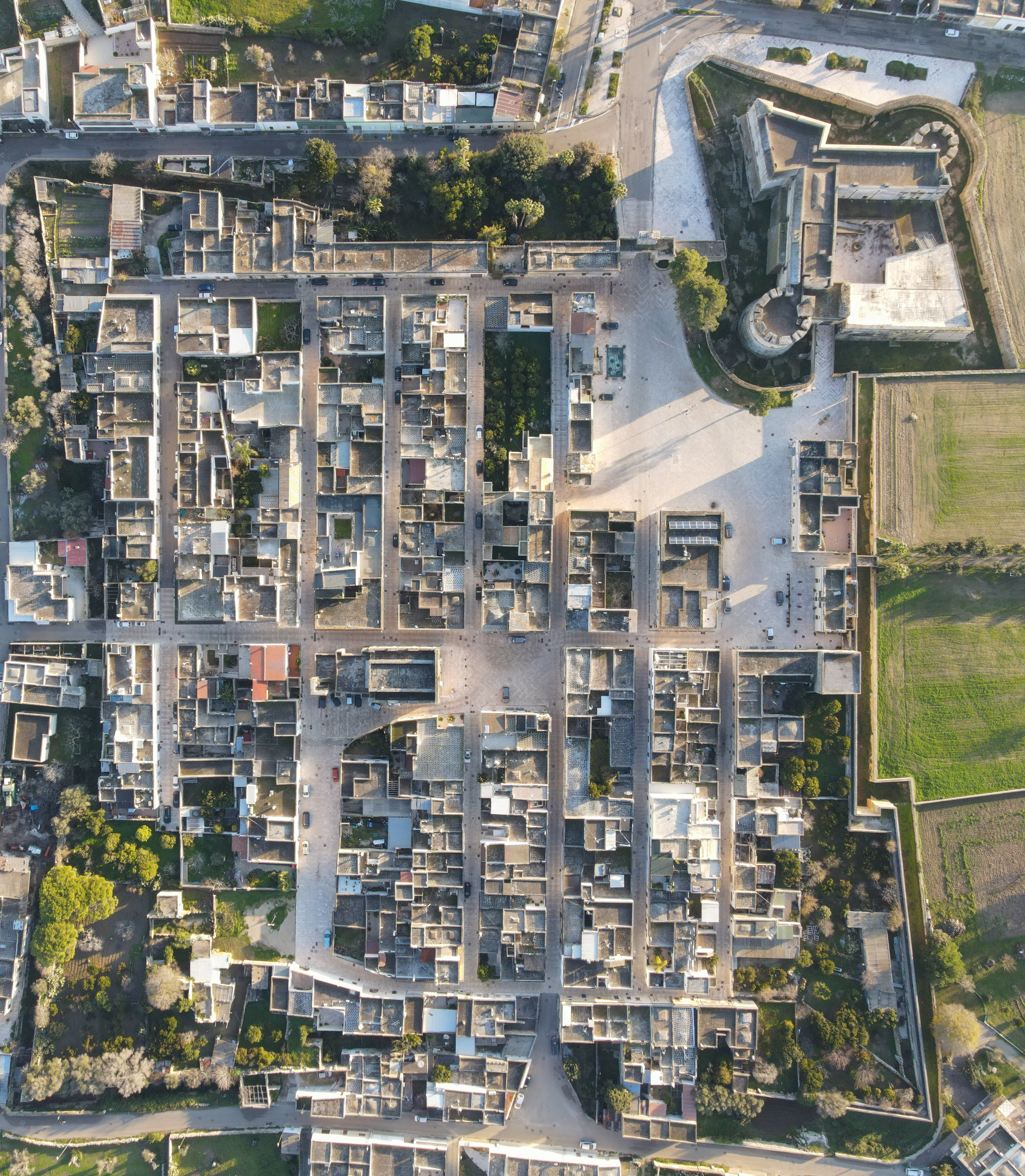
Dall'alto

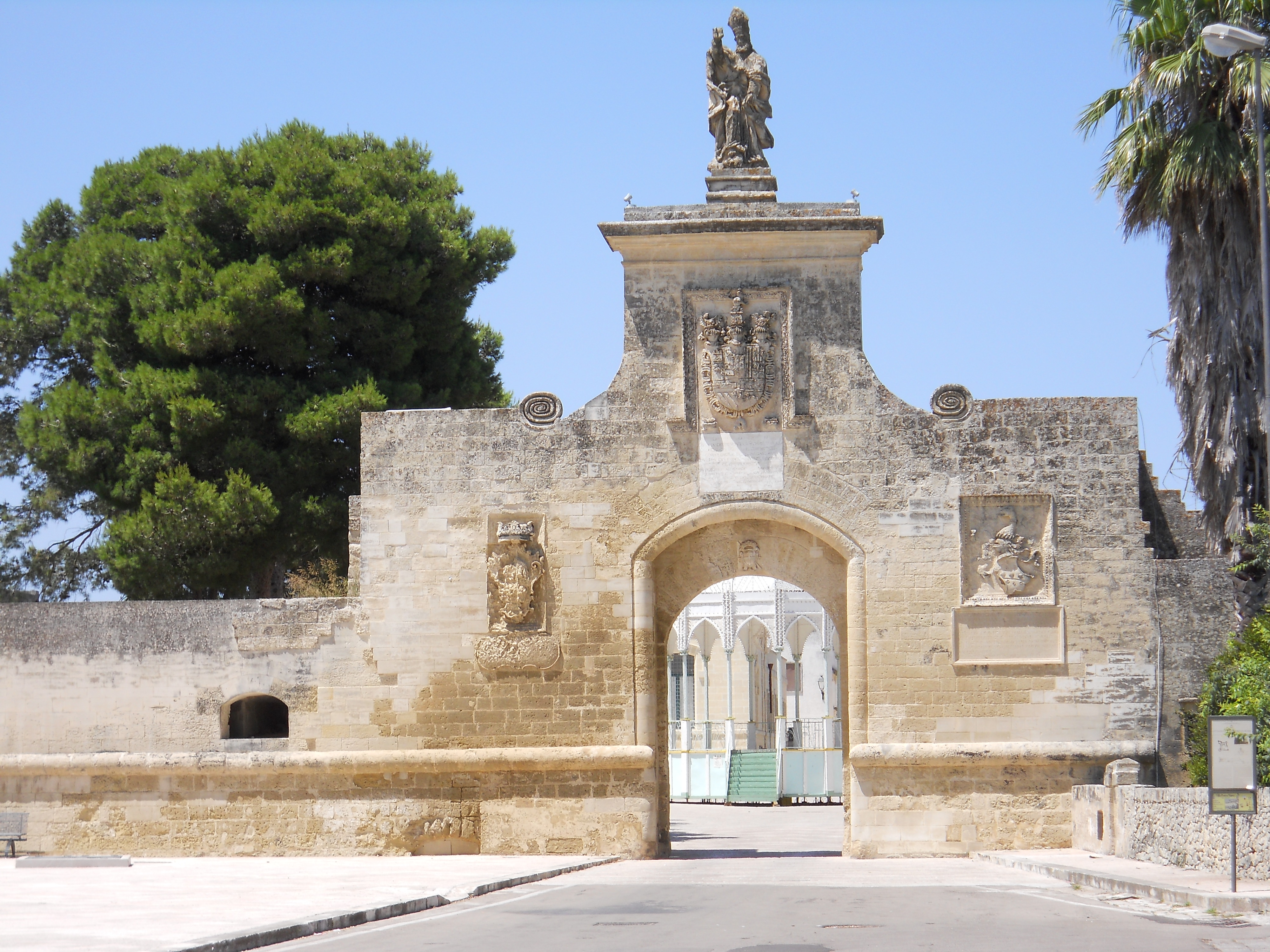
Porta d'accesso al borgo

Il borgo di Acaya fu integralmente ristrutturato, fortificato e riordinato urbanisticamente dall'architetto militare Gian Giacomo dell'Acaya. Dal 1521 al 1535 le opere difensive del borgo, iniziate dal padre Alfonso alla fine del secolo precedente, furono portate a termine; successivamente furono completate la Chiesa e il Convento di Sant'Antonio, destinato ai Frati Minori. Il paese presenta un impianto ortogonale con un cardo e un decumano.
Il centro storico è costituito da sei strade tra di loro parallele che vanno in direzione sud-nord che hanno tutte la larghezza di 4 metri, uguale distanza (17 metri) e quasi tutte la medesima lunghezza. In direzione est-ovest vi sono tre assi perpendicolari alle vie parallele, due all'estremità ed uno nella parte centrale che divide il centro storico in due parti. Di forma quadrangolare, il borgo è racchiuso da una cinta muraria con tre imponenti bastioni angolari ed il poderoso castello, interrotta dalla porta urbica di Sant'Oronzo. Il castello è arricchito da baluardi con fianchi ritirati per il tiro radente delle artiglierie. La cinta muraria eseguita con blocchi di pietra leccese, si eleva scarpata fino al toro marcapiano che l'avvolge per tutto il perimetro e, al di sopra, prosegue verticale seguendo l'andamento delle cortine fino ad innestarsi nelle torri angolari. Il fossato è scavato nel banco di roccia calcarenitica.
Alla cittadella si accede attraverso una porta realizzata nel 1535 che costituisce l'ingresso principale. È a fornice unico e conserva ancora, all'interno degli stipiti, gli incassi litici del portone. La facciata è arricchita dalla presenza di vari stemmi e lapidi (Acaya, Vernazza, De Monti) sormontati dalle insegne imperiali di Carlo V. Il fastigio della porta è sormontato da una statua lapidea di sant'Oronzo protettore di Acaya collocatavi in epoca settecentesca.

#### Castello

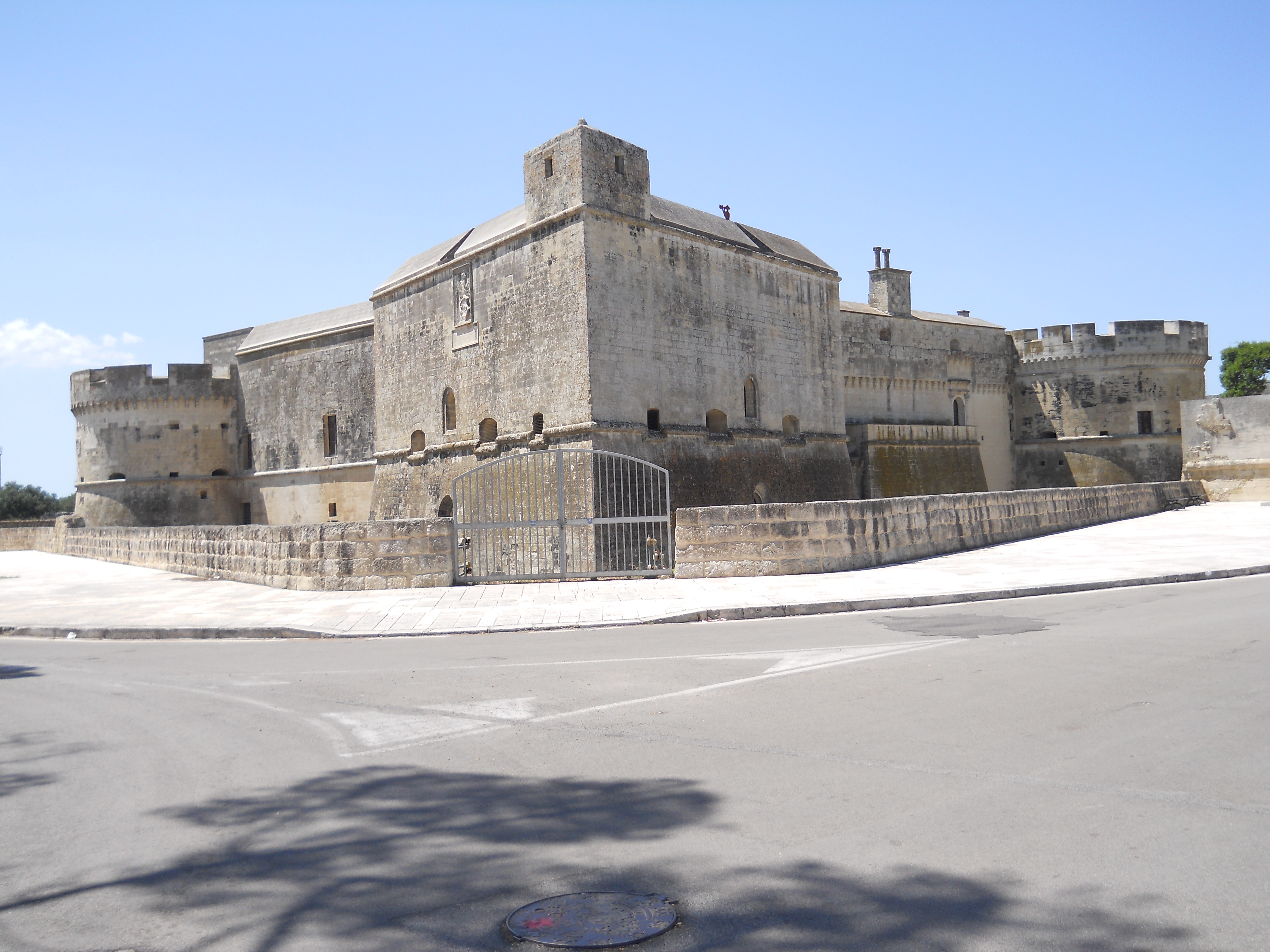
Castello

Tale imponente opera rappresenta il frutto dell'ingegno architettonico di Gian Giacomo dell'Acaya, regio ingegnere militare di Carlo V. Lo scopo che lo indusse a fortificare il vecchio borgo di Segine, poi rinominato Acaya dal nome della sua famiglia, scaturiva dall'idea secondo cui esso poteva svolgere funzioni difensive, essendo vicino al mare. Il castello, risalente al 1535/36, ha una struttura trapezoidale circondata da mura a sagoma rettangolare e da un fossato. Esso occupa un angolo delle mura cittadine mentre agli altri tre angoli sono situati i bastioni.
All'interno si accede attraverso una porta rinascimentale situata a fianco della torre di nord-est. Il cortile interno ricalca lo schema esterno e da qui si ha accesso alle sale coperte a botte o a crociera, alle carceri e all'ampia scuderia situata aul lato ovest: all'interno di quest'ultima è possibile notare la presenza di resti di un frantoio in pietra costruito alla fine del XIX secolo e poi smantellato. Da una scala posta nel cortile si accede al piano superiore riservato a dimora gentilizia. Degna di nota è l'elegante sala ennagonale, usata per scopi residenziali, nella quale spicca la presenza di un fregio figurato che copre l'intero perimetro della sala, contenente anche le effigi di Alfonso e Maria dell'Acaya.
Nel corso della ristrutturazione del castello, dal lato nord dell'antico maniero sono affiorate le tracce di una costruzione di epoca medioevale poi rivelatasi una piccola chiesa bizantina e sotto di essa alcune sepolture. Durante i lavori di restauro è stato ritrovato anche un affresco all'interno di una intercapedine. Si tratta di una Dormitio Virginis databile alla seconda metà del Trecento, estesa circa quattro metri per tre. La raffigurazione, perfettamente conservata, rappresenta gli Apostoli che assistono alla morte della Vergine e Gesù che ne raccoglie l'anima per presentarla al Padre, secondo la tradizione iconografica che fa riferimento ai Vangeli apocrifi.

### Aree naturali

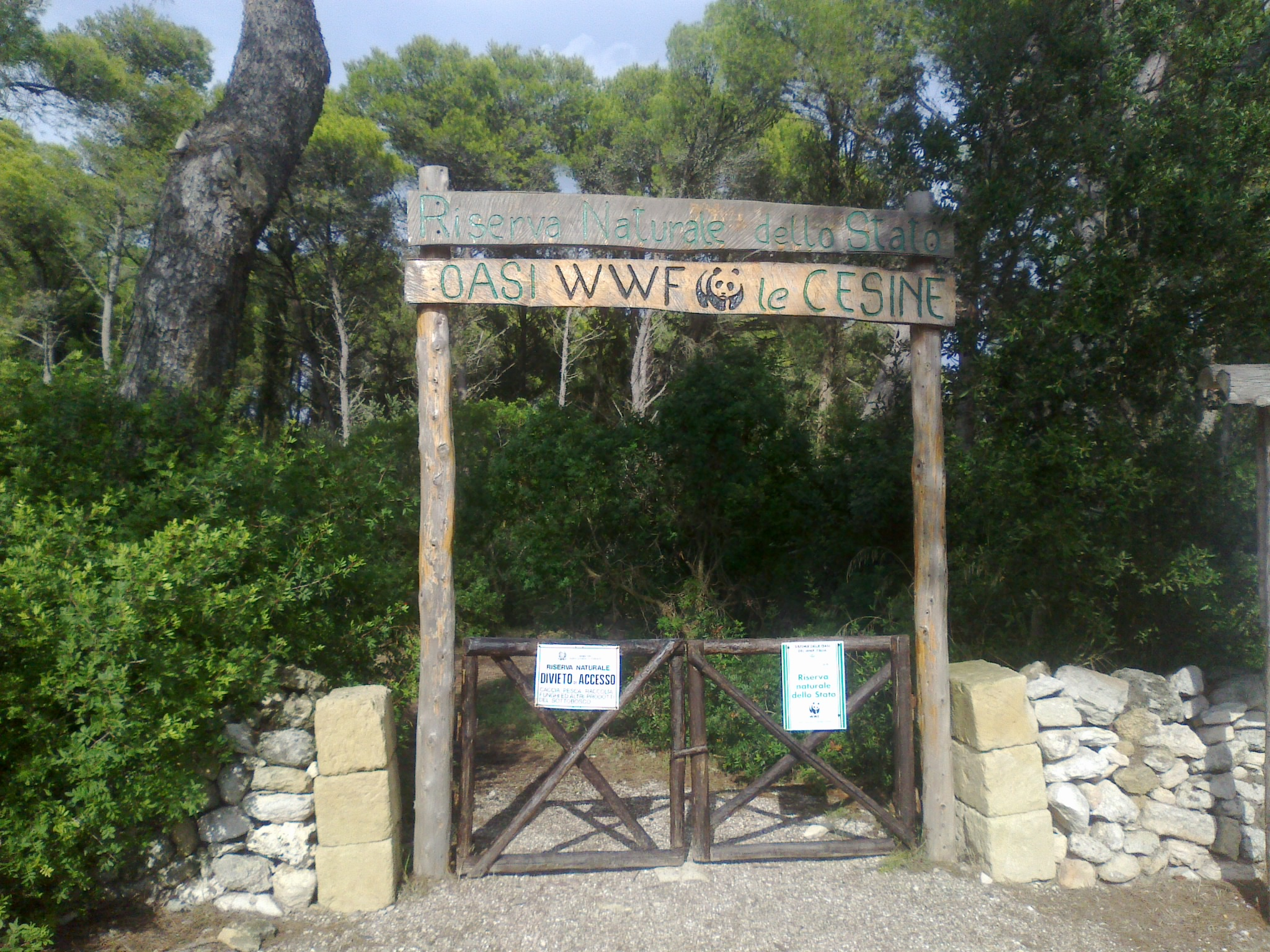
Ingresso alla riserva

#### Riserva statale naturale Le Cesine
La riserva naturale Le Cesine, situata a ridosso della costa adriatica, rappresenta una delle ultime zone paludose che in passato si estendevano da Otranto a Brindisi. Il nome Cesine deriva da seges che significa zona incolta e abbandonata. Nell'insieme la riserva è costituita dalle dune, l'area palustre, la pineta, la macchia e la zona coltivata. L'oasi è stata istituita nel 1978 a seguito della dichiarazione di interesse internazionale con la convenzione firmata a Ramsar. Nell'oasi vi sono due stagni, Salapi e Pantano Grande, alimentati dalle piogge, che sono separati dal mare da un cordone di dune sabbiose. L'Oasi è gestita dal WWF. La superficie boscata è fondamentalmente rappresentata da pineta a pino d'Aleppo (Pinus halepensis) e pino domestico (Pinus pinea). La fauna è composta da anfibi, rettili e da numerose specie di uccelli che popolano i diversi ambienti della Riserva nei diversi periodi dell'anno.

### Religione
Nella città fortificata è nato, nel 1929, l'ordine religioso delle Discepole del Sacro Cuore.